# Hamacantha microxifera
Hamacantha microxifera är en svampdjursart som beskrevs av Guilherme A.M.Lopes och L. Hajdu 2004. Hamacantha microxifera ingår i släktet Hamacantha och familjen Hamacanthidae. Inga underarter finns listade i Catalogue of Life.